# Bataille de Réïm
Ne doit pas être confondu avec Bataille de Sdérot ou Bataille de Zikim.
Guerre à Gaza depuis 2023
La bataille de Réïm (hébreu : קרב רעים, arabe : معركة رعيم) a lieu le 7 octobre 2023, lorsque le Hamas lance plusieurs attaques contre Israël. À dix heures, moins de cinq heures après le début de l'opération Déluge d'Al-Aqsa, des combats sont signalés à l'extérieur et dans la base militaire de Réïm,, qui est le quartier général de la division de Gaza.
Quelques heures plus tôt, le massacre du festival de musique de Réïm était commis à proximité de la localité.
Il est ensuite signalé que le Hamas a pris le contrôle de la base militaire de Réïm et a fait prisonniers plusieurs soldats israéliens. Plus tard dans la journée, les  forces de défense israéliennes reprennent le contrôle de la base militaire,.